# Zichyújfalu

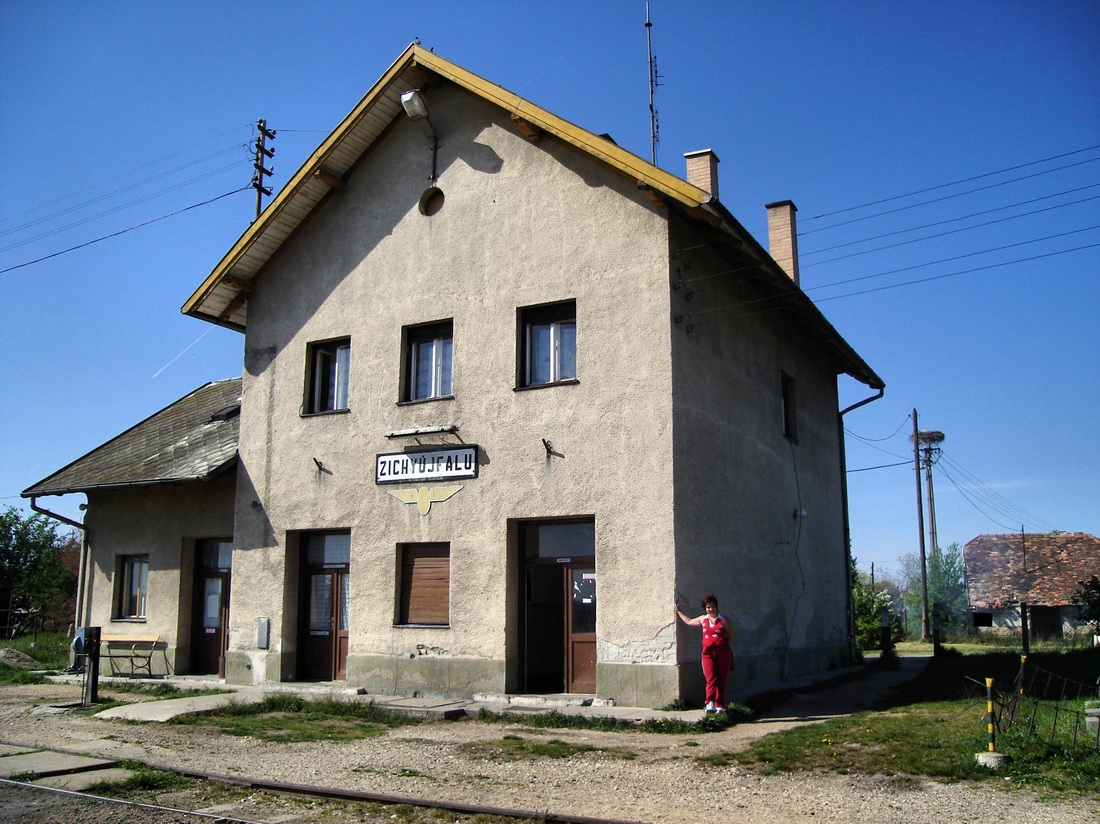
Treinstation

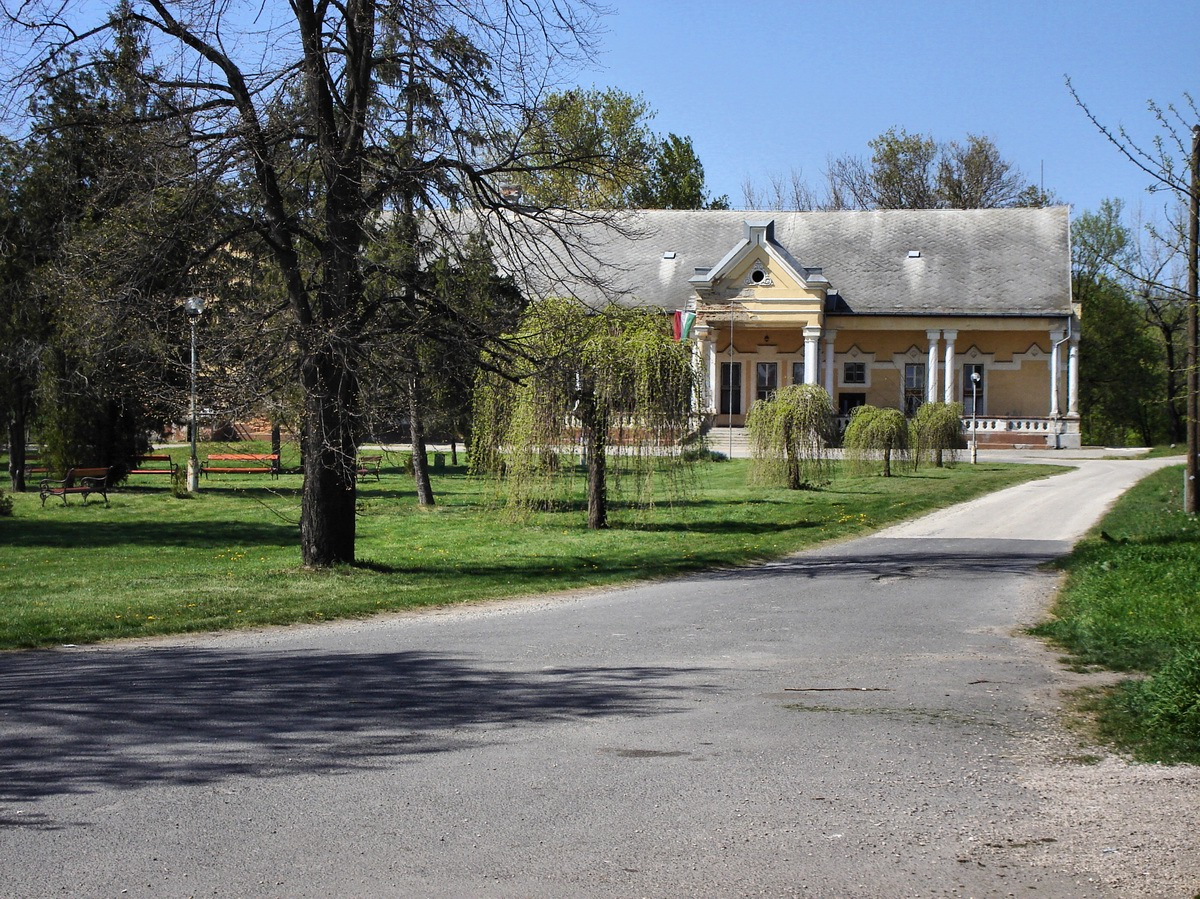
Kasteeltuin

Zichyújfalu is een plaats (község) en gemeente in het Hongaarse comitaat Fejér. Zichyújfalu telt 944 inwoners (2011).